# Mar Negro (2013)
Mar Negro é um filme independente de terror produzido no Brasil em 2013, escrito e dirigido por Rodrigo Aragão.
O filme é o terceiro capítulo da trilogia iniciada com “Mangue Negro” (2008) e “A Noite do Chupacabras” (2011).

## Sinopse
Uma estranha contaminação atinge uma pequena vila de pescadores. Tudo começa quando uma estranha criatura chamada baiacu-sereia morde um pescador, que após algumas horas começa agir de forma estranha, no final se transformando em um zumbi e espalhando a praga para os outros moradores da vila. Quando peixes e crustáceos se transformam em horrendas criaturas transmissoras de morte e destruição, o solitário Albino luta pelo grande amor da sua vida, arriscando a própria alma numa desesperada fuga pela sobrevivência.[carece de fontes?]

## Elenco
- Mayra Alarcón ... Isidora Fernandez
- Carol Aragão ... Clara
- Ana Carolina Braga ... Prostituta e zumbi
- Milena Bessa ... Prostituta e zumbi
- Kika de Oliveira ... Indiara
- Walderrama Dos Santos ... Albino / Baiacu Sereia
- Tiago Ferri ... Cavalo Cansado
- Gurcius Gewdner ... Bar Man

## Produção
Segundo o diretor Rodrigo Aragão o filme é uma crítica sua ao oba-oba do petróleo sem consciência ambiental. Para ele, “Mar negro” e seus dois outros filmes compõem uma trilogia de terror sobre o desrespeito à ecologia de uma região como o Perocão e seus arredores, que abrangem praia, mangue e montanhas.